# Piperazin
A piperazin telített heterogyűrűs vegyület. Féreghajtó gyógyszerként és gázmosókban használják. Származékai között számos fontos vegyület – elsősorban gyógyszerhatóanyagként használt – található.

## Fizikai/kémiai tulajdonságok
Színtelen, sós ízű, erősen higroszkópos pikkely alakú kristályok. Vízben, alkoholban, glikolokban oldódik, éterben nem. Erős bázis. Savakkal jól kristályosodó sókat képez, melyek enyhén savas kémhatásúak. Megköti a levegő szén-dioxidját. Hidrátja 6 vízmolekulát tartalmaz.
LD50-értékek (mg/tskg):
- patkány, szájon át: 2600
- nyúl, bőrön át: 8300
- ember, szájon át: 5000 mg/tskg. A túladagolás izomfáradságot és -görcsöket, valamint légzési nehézséget okoz.

## Előállítás
Etilén-dikloridból ammóniával:
2 CH2Cl—CH2Cl + 6 NH3 →  + 4 NH4Cl
Etilén-diaminból:
2 NH2—CH2−CH2−NH2 →  + 2 NH3
Etanolaminból:
2 NH2—CH2−CH2−OH →  + 2 H2O

## Felhasználás
Közbenső termék korróziógátlók, rovarirtók, kaucsuk segédanyagok, vulkanizációs gyorsítók, poliamid gyanták és poliolok előállításakor. Katalizálja a poliuretánok képződését (például a poliuretán habokét).
Számos gyógyszerhatóanyag előállításához használják: ofloxacin és más kinolon(en) típusú antibiotikumok, fenotiazinok (nyugtatók, elmebaj elleni szerek), féreghajtók, de ide tartozik a szildenafil is.
A kromatográfiában tisztításra, és keverékek pH-alapú elválasztására használják.

### Féreghajtó gyógyszer
Orsógiliszta (Ascaris lumbricoides) és az Enterobius vermicularis nevű fonalféreg ellenszere. Csökkenti a féreg izmainak acetilkolinra adott reakcióját az ideg–izom ingerületáttevődésnél, amitől az nem tud megtapadni a bél falán. Ezen kívül kötődik a parazita izmainak sejthártyáiban levő GABA-receptorokhoz(en), amivel túlpolarizálja az idegvégződéseket. Ettől a parazita izmai elernyednek, és az megbénul. A bénult parazitát a normál bélmozgás élve távolítja el a szervezetből.
A piperazint 1950 óta alkalmazzák az állatgyógyászatban. Embereknek (elsősorban gyermekeknek) a 19. század vége óta adták, és néha még ma is használják, ha az újabb szerek valamiért nem elég hatékonyak. Legnagyobbrészt változatlanul ürül a vizelettel, de kis mennyiségben nitrozo-piperazint, és nyomokban N,N'-dinitrozopiperazint is kimutattak azoknál, akik szedték. A piperazin fennmaradó részének a sorsa ismeretlen.
Allergiás reakciókat válthat ki a bőrön és a nyálkahártyákon, ezért szorult vissza a használata. További mellékhatások, melyek a kísérletek során csak néhány gyermekeknél jelentkezett: csalánkiütés, hányinger, hasmenés.
A piperazin igen kevéssé toxikus. Nem mutagén; rákot csak nátrium-nitrit egyidejű adása esetén okozott állatkísérletekben. (A nitrozo-piperazin nitritek hatására keletkezik.)
Szájon át kedd szedni tabletta, kapszula vagy „kanalas orvosság” formájában, vagy inhalációval (belélegzéssel). Az adagja szájon át 22–66 mg/tskg (vízmentes piperazinnal számítva) egy hétig, majd egy hét szünet után újabb egy hétig.
A piperazin igen sok gyógyszerkészítményben megtalálható önállóan, hidrát és sók formájában (leggyakrabban adipát, citrát és hidroklorid) és kombinációkban is. Magyarországon nincs forgalomban. A VIII. Magyar Gyógyszerkönyvben három néven hivatalos:
| Piperazin-adipát | Piperazini adipas   |
| Piperazin-citrát | Piperazini citras   |
| Piperazin-hidrát | Piperazini hydricum |

### Gázkezelés
A piperazint gázkezelőkben metil-dietanolaminnal(en) együtt szén-dioxid eltávolítására használják. A piperazin gyorsan megköti a szén-dioxidot (karbamát vagy dikarbamát keletkezik). A karbamátszint növekedésével a piperazin átadja a szén-dioxidot az MDEA-nak, és ezzel képessé válik újabb CO2-molekula felvételére.
Az MDEA-t eredetileg kén-hidrogén eltávolítására fejlesztették ki. Bár képes felvenni a gáz szén-dioxidtartalmának egy részét, sohasem szánták erre a célra. Piperazinnal való kombinálása számos előnnyel jár a többi szén-dioxid-tisztító eljárással szemben: nagyobb tisztaságú gáz állítható elő, a gázmosó berendezésben kisebb keringtetési sebesség szükséges, és kevesebb hő keletkezik.